# 11-es számú Országos Kéktúra szakasz

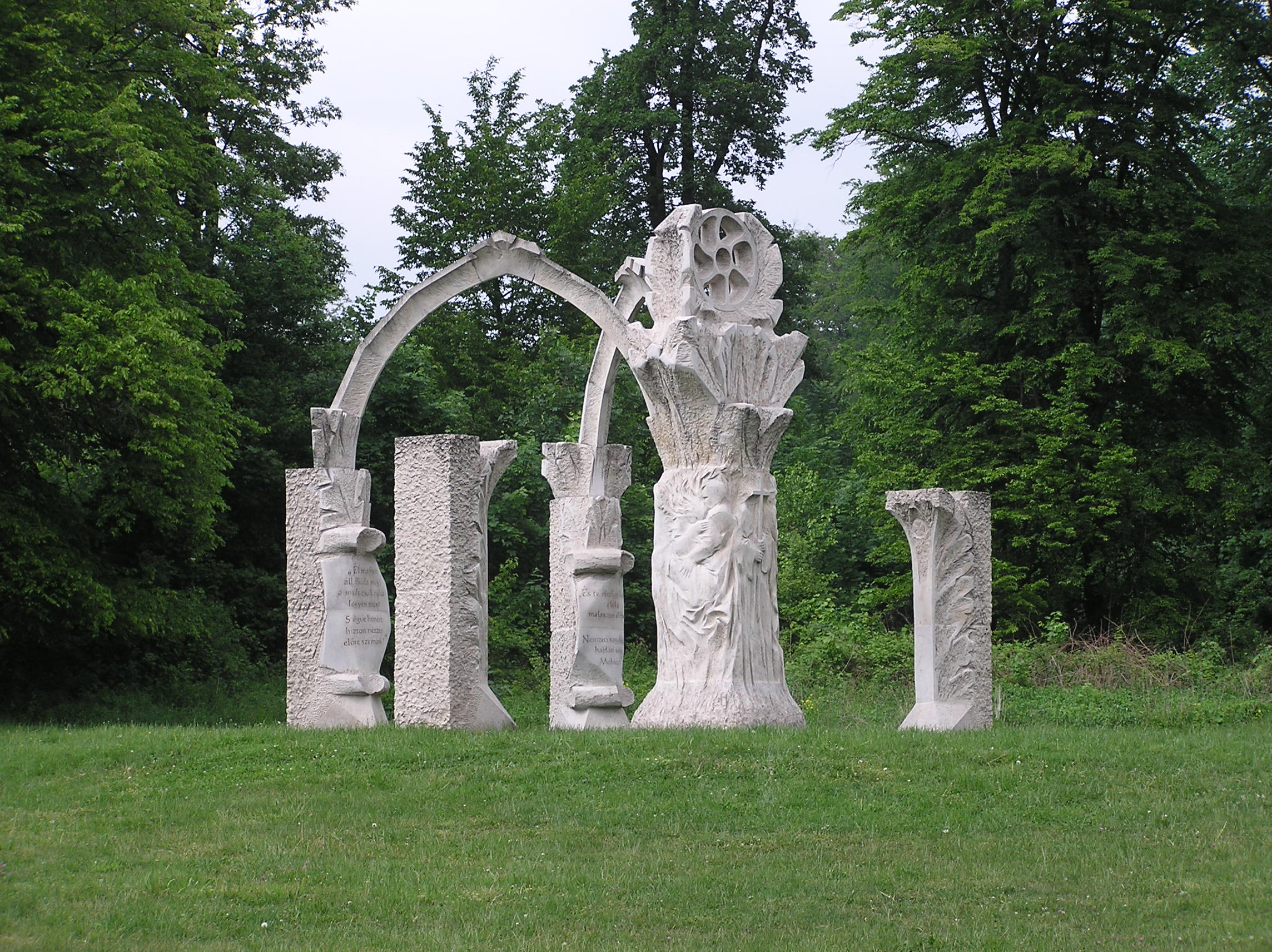
A pusztamaróti csata emlékműve

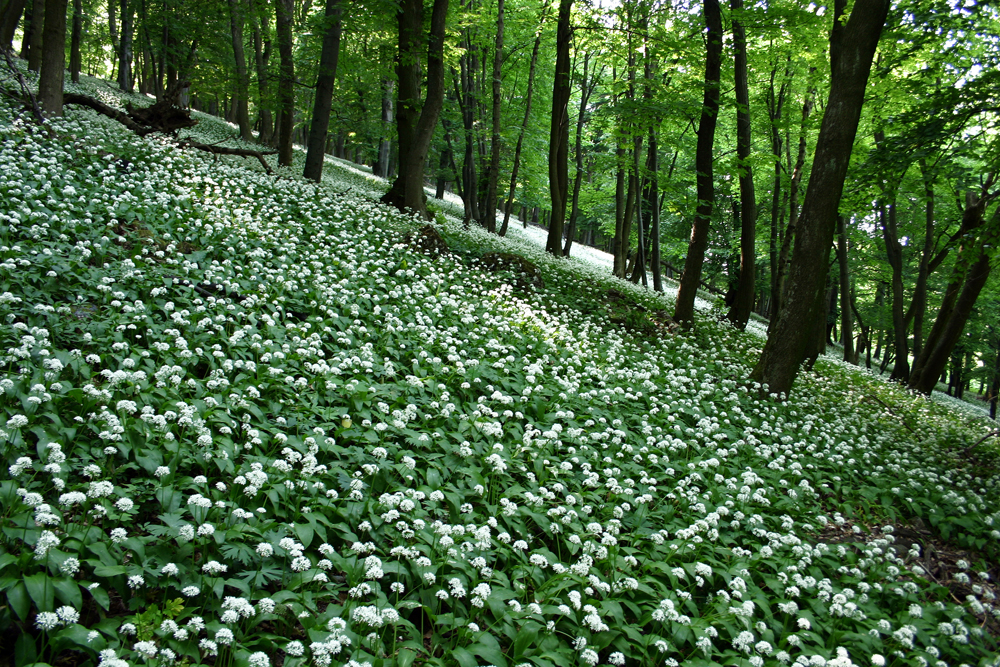
Medvehagymamező a Gerecsében

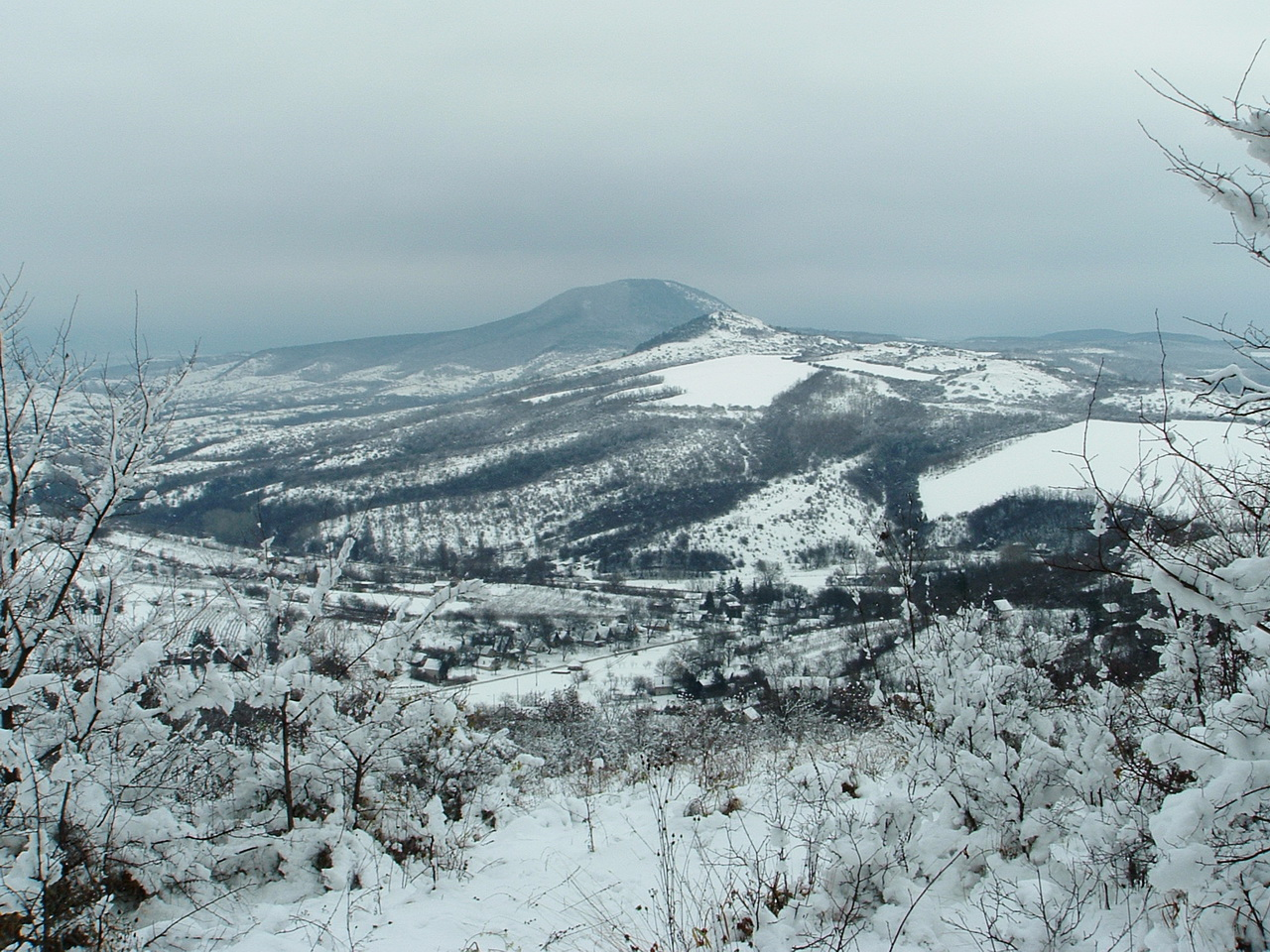
Kilátás a Kőszikláról a Hegyes-kő és a Nagy-Gete felé

A 11-es számú Országos Kéktúra szakasz az Országos Kéktúra egyik szakasza a Gerecsében, Szárligettől Dorogig.

## Alszakaszok
| [ 2 ] | Szám      | Szakasz (pecsételőhely) | Táv     |
| ----- | --------- | --- | ------- |
|       | OKT-111   | Szárliget vá. – Hajagos – Kőrösi Csoma Sándor-forrás – autópálya aluljáró – Cukor-hegy – Kisegyházapuszta – Kettes-tó – Bika-domb – Hársas-oldal – Somlyóvár, kulcsosház | 11,7 km |
|       | OKT-112   | Somlyóvár – Szénégető – Tornyópuszta – Bodza-völgy – Hallgató – Koldusszállás, vadászház                                                                                 | 8,4 km  |
|       | OKT-113   | Koldusszállás – Tuskó-rét – Öreg-erdő – Pes-kő-hegy alja – Kalmár-dűlő – Vértestolnai műút – Fábián-kő – Fekete-kő – Bányahegyi erdészház                                | 10,1 km |
|       | OKT-114   | Bányahegyi erdészház – Gerecse-oldal – Fiar-bükk – Sandl-hárs – Gerecse üdülő                                                                                            | 4,7 km  |
|       | OKT-115   | Gerecse üdülő – Kis-Gerecse – Vízválasztó – Pusztamarót | 2,4 km  |
|       | OKT-116   | Pusztamarót – Maróti-hegy – Vaskapu – Bajóti-patak-völgye – Kökényes-hegy – Péliföldszentkereszt                                                                         | 8,6 km  |
|       | OKT-117   | Péliföldszentkereszt – Szent Kút – Bajóti Öreg-kő, pihenő – Gyertyános – Mogyorósbánya                                                                                   | 5,2 km  |
|       | OKT-118   | Mogyorósbánya – Kőszikla (Kő-hegy) – Tokodi pincék – Kis-kő – Hegyes-kő – Tokod                                                                                          | 2,9 km  |
|       | OKT-119   | Tokod – Remete-barlang – Sörház-völgy – Öreg-kő – Nagy-Gete – Gete-hegy (Kis-Gete) – Ódorog, Bélányi-telep – Dorog, vá.                                                  | 13,2 km |
|       | Összesen: | | 67,2 km |

## Érintett települések
A túraszakasz a következő települések közigazgatási területét érinti:
- Szárliget
- Óbarok
- Bicske
- Tarján
- Tatabánya
- Vértestolna
- Tardos
- Héreg
- Süttő
- Nyergesújfalu
- Bajót
- Mogyorósbánya
- Tokod
- Tokodaltáró
- Csolnok
- Dorog